# Liste des pierres précieuses et semi-précieuses
Cet article présente une liste des pierres précieuses et semi-précieuses.
En France, l'appellation pierre semi-précieuse a été remplacé par pierre fine au terme d'un décret du 14 janvier 2002.

## Pierres précieuses
Seules les quatre variétés suivantes de pierres sont considérées comme pierres précieuses et peuvent être appelées ainsi :
- Diamant
- Émeraude
- Rubis
- Saphir

## Pierres fines et ornementales
Parmi les pierres fines, on peut citer :
- Agate
  - Agate blanche
  - Agate bleue
  - Agate en camée
  - Agate rose
  - Agate verte
- Amazonite
- Ambre
- Améthyste
- Amétrine
- Ammolite
- Aragonite
- Aventurine
  - Aventurine bleue
  - Aventurine verte
- Azurite
  - Azurite Malachite
- Béryl
- Bronzite
- Calcédoine
- Calcite miel
- Calcite verte
- Carborandite
- Chrysocolle
- Chrysoprase
  - Chrysoprase citron
- Citrine
- Cornaline bandée
- Cristal aqua aura
- Cristal de roche  
  - Cristal de roche à inclusion de tourmaline noire
  - Cristal de roche avec inclusion de rutile
- Cristal fumé
- Cyanite bleue
- Cyanite verte
- Diamant d'Herkimer
- Dioptase
- Fluorine
  - Fluorine jaune
- Fuschite
- Galène
- Grenat almadin
  - Grenat rhodolite
- Howlite
- Iolite
- Iris
- Jade vert 
  - Jade blanc
  - Jade noir
- Jaspe breschia
- Jaspe paysage
- Jaspe polychrome
- Jaspe rouge
- Jaspe sanguin (ou jaspe Héolitrope)
- Jaspe zébré
- Kunzite rose
- Kunzite verte
- Labradorite
- Lapis-lazuli
- Larimar
- Larme d'apache
- Lépidolite
- Malachite
- Moldavite
- Obsidienne dorée 
  - Obsidienne œil céleste
- Œil de chat
- Œil de faucon
- Œil de fer
- Œil de taureau
- Œil-de-tigre
- Onyx
- Opale
- Phosphophyllite
- Pierre de lune
- Pierre de soleil
- Prehnite
- Pyrite
- Pyromorphite
- Quartz blanc 
  - Quartz rose
  - Quartz vert
- Rhodochrosite
- Rhodonite
- Serpentine
- Sodalite
- Shungite
- Stibine
- Turquoise
- Tanzanite
- Tourmaline
  - Tourmaline melon d'eau
  - Tourmaline rose
  - Tourmaline noire brute
- Vanadinite
- Wulfénite
- Zircons
- Micardo de 27